# Francouzská fotbalová reprezentace
Francouzská fotbalová reprezentace reprezentuje Francii na mezinárodních fotbalových akcích, jako je mistrovství světa nebo Evropy.
Francie patří mezi nejúspěšnější týmy v historii. Je spolu s Argentinou a Brazílií jediná, která vyhrála všechny tři nejvýznamnější světové turnaje – mistrovství světa, konfederační pohár a olympijské hry. Dvakrát vyhrála mistrovství Evropy.

## Získané trofeje
- Mistrovství světa (2×)

1998, 2018
- Mistrovství Evropy (2×)

1984, 2000
- Olympijské hry (1×)

1984
- Konfederační pohár FIFA (2×)

2001, 2003
- Liga národů UEFA (1×)

2021

## Mistrovství světa
Seznam zápasů francouzské fotbalové reprezentace na mistrovství světa
| Rok    | Účast                                            | Soupisky |
| ------ | ------------------------------------------------ | -------- |
| 1930   | Nepostoupili ze skupiny                          | Soupiska |
| 1934   | Vyřazeni v 1. kole Rakouskem                     | Soupiska |
| 1938   | Vyřazeni ve čtvrtfinále Itálií                   | Soupiska |
| 1950   | Nepostoupili z kvalifikace                       | –        |
| 1954   | Nepostoupili ze skupiny                          | Soupiska |
| 1958   | Bronzová medaile                                 | Soupiska |
| 1962   | Nepostoupili z kvalifikace                       | –        |
| 1966   | Nepostoupili ze skupiny                          | Soupiska |
| 1970   | Nepostoupili z kvalifikace                       | –        |
| 1974   | Nepostoupili z kvalifikace                       | –        |
| 1978   | Nepostoupili ze skupiny                          | Soupiska |
| 1982   | Prohra v zápase o bronz s Polskem                | Soupiska |
| 1986   | Bronzová medaile                                 | Soupiska |
| 1990   | Nepostoupili z kvalifikace                       | –        |
| 1994   | Nepostoupili z kvalifikace                       | –        |
| 1998   | Zlatá medaile                                    | Soupiska |
| 2002   | Nepostoupili ze skupiny                          | Soupiska |
| 2006   | Stříbrná medaile                                 | Soupiska |
| 2010   | Nepostoupili ze skupiny                          | Soupiska |
| 2014   | Vyřazeni ve čtvrtfinále Německem                 | Soupiska |
| 2018   | Zlatá medaile                                    | Soupiska |
| 2022   | Stříbrná medaile                                 | Soupiska |
| Celkem | účast – 16× Zlato – 2×, Stříbro – 2×, Bronz – 2× |          |

## Mistrovství Evropy
Seznam zápasů francouzské fotbalové reprezentace na Mistrovství Evropy
| Rok     | Účast                                            | Soupisky |
| ------- | ------------------------------------------------ | -------- |
| 1960    | Prohra v zápase o bronz s Československem        | Soupiska |
| 1964    | Nepostoupili z kvalifikace                       | –        |
| 1968    | Nepostoupili z kvalifikace                       | –        |
| 1972    | Nepostoupili z kvalifikace                       | –        |
| 1976    | Nepostoupili z kvalifikace                       | –        |
| 1980    | Nepostoupili z kvalifikace                       | –        |
| 1984    | Zlatá medaile                                    | Soupiska |
| 1988    | Nepostoupili z kvalifikace                       | –        |
| 1992    | Nepostoupili ze čtvrtfinálové skupiny            | Soupiska |
| 1996    | Bronzová medaile                                 | Soupiska |
| 2000    | Zlatá medaile                                    | Soupiska |
| 2004    | Vyřazeni ve čtvrtfinále Řeckem                   | Soupiska |
| 2008    | Nepostoupili ze skupiny                          | Soupiska |
| 2012    | Vyřazeni ve čtvrtfinále Španělskem               | Soupiska |
| 2016    | Stříbrná medaile                                 | Soupiska |
| ME 2020 | Vyřazeni ve osmifinále Švýcarskem                | Soupiska |
| 2024    | Bronzová medaile                                 | Soupiska |
| Celkem  | účast – 12× Zlato – 2×, Stříbro – 1×, Bronz – 2× |          |

## Rekordmani v reprezentaci
Stav k červnu 2010.

### Nejvíce startů
| #  | Jméno            | Hrál v letech | Zápasy | Góly |
| -- | ---------------- | ------------- | ------ | ---- |
| 1  | Hugo Lloris      | 2008–         | 143    | 0    |
| 2  | Lilian Thuram    | 1994–2008     | 142    | 2    |
| 3  | Thierry Henry    | 1997–2010     | 123    | 51   |
| 4  | Marcel Desailly  | 1993–2004     | 116    | 3    |
| 5  | Zinédine Zidane  | 1994–2006     | 108    | 31   |
| 6  | Patrick Vieira   | 1997–2009     | 107    | 6    |
| 7  | Didier Deschamps | 1989–2000     | 103    | 4    |
| 8  | Laurent Blanc    | 1989–2000     | 97     | 16   |
| 8  | Bixente Lizarazu | 1992–2004     | 97     | 2    |
| 9  | Sylvain Wiltord  | 1999–2006     | 92     | 26   |
| 10 | Fabien Barthez   | 1994–2006     | 87     | 0    |

### Nejlepší střelci
| # | Jméno             | Hrál v letech | Góly | Zápasy | Průměr na zápas |
| - | ----------------- | ------------- | ---- | ------ | --------------- |
| 1 | Olivier Giroud    | 2011–2024     | 52   | 124    | 0.42            |
| 2 | Thierry Henry     | 1997–2010     | 51   | 105    | 0.48            |
| 3 | Michel Platini    | 1976–1987     | 41   | 72     | 0.57            |
| 4 | David Trézéguet   | 1998–2008     | 34   | 71     | 0.47            |
| 5 | Zinédine Zidane   | 1994–2006     | 31   | 108    | 0.28            |
| 6 | Just Fontaine     | 1953–1960     | 30   | 21     | 1.42            |
| 6 | Jean-Pierre Papin | 1986–1995     | 30   | 54     | 0.55            |
| 7 | Youri Djorkaeff   | 1993–2002     | 28   | 82     | 0.34            |
| 8 | Sylvain Wiltord   | 1999–2006     | 26   | 92     | 0.28            |
| 9 | Jean Vincent      | 1953–1961     | 22   | 46     | 0.47            |

## Trenéři
Do roku 1964 byli hráči vybíráni komisí.
- Gaston Barreau (1919–1945)
- Gabriel Hanot (1945–1949)
- Paul Baron a  Pierre Pibarot (1949–1953)
- Pierre Pibarot (1953–1954)
- Jules Bigot a Albert Batteux (1954–1956)
- Albert Batteux (1956–1960)
- Albert Batteux a Henri Guérin (1960–1964)
- Henri Guérin (1964–1966)
- José Arribas a Jean Snella (1966)
- Just Fontaine (1967)
- Louis Dugauguez (1967–1968)
- Georges Boulogne (1969–1973)
- Ștefan Kovács (1973–1975)
- Michel Hidalgo (1976–1984)
- Henri Michel (1984–1988)
- Michel Platini (1988–1992)
- Gérard Houllier (1992–1993)
- Aimé Jacquet (1993–1998)
- Roger Lemerre (1998–2002)
- Jacques Santini (2002–2004)
- Raymond Domenech (2004–2010)
- Laurent Blanc (2010–2012)
- Didier Deschamps (2012–)